# Berlin-Hamburger Immobiliengesellschaft
Die Berlin-Hamburger Immobiliengesellschaft, auch Berlin-Hamburger Immobilien-Gesellschaft, war eine 1872 gegründete Baugesellschaft, die in Berlin verantwortlich für den Bebauungsplan „Hansaviertel“ zeichnete und selbst wie durch ihre Nachfolgegesellschaft die Gestaltung mitbestimmte. Weiterhin war sie im Baulandhandel, in der Erschließung von Grundstücken und im Wohnungsbau engagiert.

## Geschichte
Johann Anton Wilhelm von Carstenn verkauft die von ihm 1870 erworbenen „Schöneberger Wiesen“ 1872 an die Gesellschaft der zu diesem Zeitpunkt Otto Busse und Konrad Busse als Direktoren angehörten.
Parallel dazu bewarb sich die Gesellschaft, mit dem Arbeitstitel „Cental-Eisenbahn“ ab 1872 neben dem Konkurrenten Deutsche Eisenbahnbaugesellschaft, die vom Vorsitzenden Emil Hermann Hartwich vertreten wurde, um den Bau der Berliner Stadtbahn, die anschließend an ein Konsortium vergeben wurde.
Am 21. März 1874 wurde ihr Bebauungsplan, für die „Schöneberger Wiesen“ durch „Königliche Ordre“ genehmigt und somit Grundlage für die überwiegende zweigeschossige Bebauung des zukünftigen Hansaviertels und der Straßenverlauf, festgelegt. Dies war eine Fortschreibung der Allerhöchsten Cabints Ordre vom 26. Juli 1862.
Neben der Parzellierung der Grundstücke führte sie die Erschließung der Grundstücke durch.
Unter ihrem, seit 1876 tätigen technischen Direktor Johann Mathias von Holst entstanden seit 1877 prunkvolle Mietbauten auf ursprünglich landwirtschaftlichen Flächen die mit den vorherigen Erwerb durch von Carstenn, die ehemaligen Eigentümer, zu „Schöneberger Millionenbauern“ machte.

## Baugesellschaft Bellevue
Die Baugesellschaft Bellevue wurde als Nachfolgegesellschaft der, wegen mangelnder Auftragslage, 1882 liquidierten „Berlin-Hamburger Immobiliengesellschaft“ durch ehemaligen Anteilseigener am 6. Oktober 1882 gegründet. Unter der weiteren technischen Leitung wurden zwischen 1883 und 1886 durch von Holst 36 Häuser errichtet.

## Bauten und Entwürfe

### Berlin-Hamburger Immobilien-Gesellschaft
- 1878–1879: Eckwohnhaus an der Händelstraße 10 (später Nr. 22) und seit 1916 Lessingstraße 58, (errichtet durch den Maurermeister Bendin)

### Baugesellschaft Bellevue
- 1897: fünfgeschossiges Mietshaus an der Muskauer Straße 34 in Berlin[6]
- 1904: sicherte sich die Gesellschaft für 46.500 Mark die Grundstücksfläche im Zusammenhang mit dem Ostseeplatz (als F2 XIII geplant) und es wurden zwischen 1911 und 1912 Grünflächen mit Sträuchern angelegt sowie Kastanien und Platanen gepflanzt
- 1913: Planung von der Ostseestraße, weitergehend in östlicher Richtung